# Everesting
L'everesting est une activité cycliste originaire d'Australie (et plus précisément de Melbourne) au cours de laquelle les participants doivent monter (et descendre) une ascension de leur choix, autant de fois qu'il est nécessaire pour atteindre un dénivelé équivalent à l'altitude du mont Everest (soit 8 848 mètres selon les règles en vigueur depuis 2014).

## Histoire
Ce défi trouve son origine dans une pratique d'entraînement physique initiée par George Mallory, petit fils de l'alpiniste George Mallory, pour la préparation de sa propre tentative, victorieuse, d'ascension de l'Everest.  En 1994, George Mallory gravit à vélo huit fois consécutivement le mont Donna Buang (en), une montagne des Alpes victoriennes en Australie. Les règles de l'everesting, inspirées par l'entreprise de Mallory, ont ensuite été formalisées par Andy van Bergen. Le principe est simple : une seule face d'une seule montée de son choix, en aller-retour uniquement, et d'une seule traite (sans dormir, arrêts repas et autres bien sûr autorisés).
Le lancement officiel de l'everesting a eu lieu le 28 février 2014. Sur les 120 athlètes invités par Andy Van Bergen, 65 ont relevé le défi et 40 ont réussi leur tentative. Au 25 novembre 2015, 815 réussites étaient enregistrées sur le site, avec plusieurs dizaines de nouvelles chaque mois (1 426 le 12 novembre 2016, 3 968 le 3 mai 2020).
L'everesting a réussi à conquérir de nombreux adeptes sur tous les continents, même si les tentatives venant d'Australie ou du Royaume-Uni restent prépondérantes. De nombreux articles lui ont été consacrés dans la presse généraliste, spécialisée et sur internet, et Strava, le site de référence d'enregistrement et de partage de parcours cyclistes, en a même fait un challenge proposé à ses membres.

## Everestings remarquables
- Alors que depuis le lancement du challenge en 2014 il était entendu que le premier everesting était l’œuvre de George Mallory en 1994, il a été établi en 2020, soit 36 ans plus tard, que le Français François Siohan avait bouclé un everesting avant l'heure, en grimpant 13 fois consécutivement le col de la Faucille le 1er juillet 1984[7].
- Le 4 décembre 2015, Peter Arnott a réalisé le premier double everesting : 17 769 m de dénivelé, 456 km en 43 heures et 22 minutes (Henley Road - East and West)[8].
- Craig Cannon démarra un everesting et l'acheva par le record du monde du plus important dénivelé gravi en 48 heures, avec 29 146 mètres[9].
- La première femme à accomplir un everesting fut Sarah Hammond en février 2014, en grimpant huit fois le mont Buffalo en Australie[10].
- Le premier everesting virtuel a été achevé par Frank Garcia, en utilisant le simulateur Zwift : 314 répétitions du Watopia Wall[11].
- Le 2 janvier 2017, l'ancien cycliste professionnel Jens Voigt a réalisé l'everesting du Teufelsberg dans le cadre d'une action caritative[12].
- Richie Porte est le premier coureur cycliste professionnel en activité à effectuer un everesting. Le 3 août, il monte 10,5 fois le col de la Madone, en compagnie de Cameron Wurf[13]. En 2020, la période de confinement due au Covid-19 a vu plusieurs coureurs professionnels effectuer des everestings virtuels : Giulio Ciccone[14], qui a même dépassé les 10 000 m de dénivelé, ainsi que Mark Cavendish et Luke Rowe[15]. James Piccoli a lui gravi 100 fois le mont Royal pour récolter des fonds en faveur des soignants engagés dans la lutte contre le virus[16].
- Dorina Vaccaroni, championne olympique de fleuret à Barcelone, réussit le 8 mai 2020 l'everesting du mont Tamalpais en Californie[17].
- L'année 2020 a vu de nombreux cyclistes professionnels s'attaquer au record de l'everesting le plus rapide. Tour à tour Phil Gaimon, Keegan Swenson et Lachlan Morton[18] établissent un nouveau record, avant que celui-ci ne soit ravi par le célèbre cycliste espagnol Alberto Contador le 10 juillet 2020, en 7 heures 27 minutes et 20 secondes. Ce record est battu le 30 juillet 2020 par le cycliste irlandais Ronan McLaughlin en 7 heures et 18 minutes[19], puis par Sean Gardner en 6 heures 59 minutes et 38 secondes[20], devenant le premier athlète à passer sous la barre des 7 heures. Le 23 mars 2021, Ronan McLaughlin récupérait son record en 6 h 40 min 54 s[21].
- Les féminines ne sont pas en reste puisque le 8 juillet 2020 Emma Pooley[22] bat le record que Hannah Rhodes avait elle même ravi à Lauren de Crescenzo (en) le 6 juin précédent[23].

## High Rouleurs Society
Le 3 avril 2015, Andy van Bergen a lancé un nouveau défi, en parallèle de l'everesting : la High Rouleurs Society. Le participant doit s'engager à accomplir au moins 10 000 m de dénivelé, soit sur un parcours de plus de 400 km et en moins de 36 heures, soit sans contrainte de distance et de durée, mais d'une seule traite.

## Run everesting
Il est aussi possible d'effectuer un everesting en course à pied. Les règles sont un peu adaptées, puisque le coureur a le droit d'effectuer la descente par un moyen autre que la marche : vélo, véhicule, télécabine, etc. Au 3 mai 2020, 104 everestings avaient été effectués de cette manière.[réf. nécessaire]